# 匪賊
匪賊（ひぞく）は、「集団をなして、掠奪・暴行などを行う賊徒」を指す言葉。日本では、特に近代中国における非正規武装集団を指す。

## 概説
匪賊とは暴力的手段を用いて不法行為を繰り返す集団である。「匪」という漢字は「人でなし」や「悪党」といった意味を持つ。匪賊は公権力の及びにくい農村部、行政上の境界の周縁地域、辺境の山岳地域などで活動する集団であることが多い。匪賊には、経済的には破産した農民や没落した地主・知識人、戦時には敗残兵などが加わった。
21世紀においては、朝鮮民主主義人民共和国にて、略奪などを行い住民を困らせる軍人を「土匪」と表現することがある。

## 近代中国の匪賊

### 歴史的背景
19世紀以降、中国の中央政権は清から中華民国へと交替したが、その統治力は地方までは十分に及ばず、地方ではさまざまな武装集団が出現した。村落の自衛組織もあれば、侠客集団や盗賊集団もあり、その中で反体制的・反社会的なものが「匪賊」（「土匪」とも言う）と呼ばれた。
数十人から数百人、多い時は千人単位で農村などを劫掠する盗賊集団は、中国ではふつう会匪・股匪と呼ぶ。中には山塞などに拠って頑強に抵抗したものもあり、中華民国の初期、河南・陝西を荒らしまわった白狼匪は、その中でも最大かつ凶悪なものの一つであった。また、巨大な武装集団の中には、政府軍として公認・再編されて軍閥となったものもあり、王天縦・張作霖・馮麟閣らも、もとはこうした「匪賊」を出自とする。臨城事件の孫美瑶は政府に公認されなかった例である。

### 匪賊に類するもの
共匪は、共産党まがいの匪賊で、また、共産党軍そのものも指した。各種の土匪の中には、一団をなして共産党軍の指揮下に入り、共産党のスローガンを叫んで活動するものもあった。また、韓国では共匪やそれに近いものの殲滅に力を入れており、居昌良民虐殺事件、聞慶虐殺事件などの事件が引き起こされている。
馬賊は満洲特有の武装集団であり、その成員の大部分が騎乗することから日本ではそう呼ばれている。彼等は「真の馬賊は義賊である」と標榜し、その仁義は難解である。通常馬賊は「以七為局」、つまり原則7人以上で集団を形成する。規律は厳格で、強姦を行わないという不文律もあった。尤もこれは馮麟閣、張作霖などが活躍した時代の話で、後には馬賊道も堕落し普通の匪賊と変わらなくなった。
軍閥の中には、匪賊と大差のないものもあった。兵士たちは給料の欠配や統率者への不満から容易に暴動（兵変）を起こし、放火・掠奪・殺人を行った。軍閥兵士や敗残兵が賊徒化したものが兵匪である。満洲事変後、満洲地域では「兵匪」が増加した。多少とも軍事的訓練を受けていた上、各自が銃器を所持しており、当局には対処が困難であった。

### 土匪の活動
土賊・寇賊は地方に巣食う群盗で、無頼の民や職にあぶれた農民が身を投じた。仕事があれば野良に出、なければ群れて賊となり、この種の集団が武器を手にしたのが土匪である。
土匪は、政治的色彩の濃いもの、軍隊・官憲の圧迫から逃れて匪賊に身を投じたもの、生来土匪を稼業とするもの等に分けられる。官憲や軍閥への反発心が強く、有産階級にも敵意を抱いていた。かれらは水滸伝さながらに「富民を削いで貧民に分かつ」というスローガンを掲げ、義賊を標榜した。臨城事件の時には「上等人們該我銭、中等人們莫管間、下等人們快来吧、跟我上山来過年」(有産階級から金を取り、中産階級は干渉するな、無産階級は早く来て暮らせ）という歌が流行した。
「土匪の本場」とされ、その活動が激しかったのは、山東省・河南省・江蘇省・安徽省北部で、とくに4省の境界が錯綜した地帯が最も甚だしかった。山東省は梁山泊で知られるとおり著名な匪賊の産地であり、「山東の豪傑ならび起こる」とは土匪の蜂起を指す。この地の土匪はきわめて剽悍で「山東馬賊」の名があり、満洲事変で有名な劉桂堂ももと山東匪軍の首領であった。河南省は山東省と並ぶ土匪の二大産地で、以前より大規模な土匪の軍団が現れる地であり、中華民国以来王天縦、白狼、老洋人、が出た。安徽省北部は常に人が流入し、匪賊の害も激しい。江蘇省の徐州府付近は地元のものの他、各省の土匪が入り込み、昔から土匪の巣窟とされた。この他湖北省東部、西部四川境地方も「土匪の産地」として知られた。
大きな土匪には将校出身の者もあり、中隊・小隊という軍隊に似た組織的な編成を行った。小規模な首領が各々20～50人とまちまちな人数を率いて参加するので、中隊・小隊の人数は定まらない。大きな土匪では参謀・書記など幕僚を置き、軍服を着用し、新式の銃を携装備し、一見正規の軍隊と区別がつかない程であった。山東省周辺の土匪の内部組織は株式会社になっていた。株は鉄砲と人で、鉄砲1挺・人間1人が1株であった。人間と鉄砲の合計数が総株数で、それによって獲物を分配した。
土匪仲間には中国の他の社会に見られない、義を重んじる風があり、本格的な馬賊は特にこの傾向が顕著に見られる。然諾を重んじ、義侠のためには生命をも投げ出すなど、日本の侠客と通ずる点がある。仲間や土匪の間柄は信義によってなり、これが腐敗したとされる社会の中にあって、時に純粋なものと見られた。
土匪の活動には、襲撃（掠奪）・誘拐・課税がある。
通常、襲撃する対象は村落である。富豪が多いが、軍隊や自衛組織（保衛団）も配備されている県城・町は、巨大土匪・土匪の連合部隊がしばしば襲撃した。列車を襲撃することもあり、臨城事件（1923年）はその最大のものであった。
土匪の活動で、最も安全で利益が大きいのは身代金目的の誘拐であり、人質は「肉票」と呼ばれた。土匪の参謀は常に各郷村・城市の富豪について詳細な調査を行い、家族構成や、一番可愛がられている子供等の事項を調べ上げる。そして対象が祭りや芝居見物に出かけた所を襲撃し、一家全員を誘拐する事もあるが、普通は一番重要な一家の主人や可愛がられている子供を人質に選ぶ。人質はそのまま土匪のアジトに連れ去られ、数日後、捜査状況を十分見極めて秘密裏に家人・親戚へ身代金要求の手紙を送る。身代金の額は相手の財産によって異なり、掛値もあるため、双方で交渉が続く。身代金の要求文書には、「早く人を頼んで交渉を始めよ」「もし軍隊に通報し討伐を始めるような事があれば、直ちに人質を殺す」といった文言が付け加えられている。身代金は最初大きく吹っかけるが、結局その10分の1程度の額で折り合うのが普通であった。人質は金になるので概ね優遇されたが、あまりに交渉がはかどらないと段々虐待するようになり、埒が明かないと見れば、耳をそいで送るなどした。人質の放免時期は多くは2ヶ月以上で、中には10ヶ月～1年を要した例もある。
土匪の中には税を課するものもあった。人民の方でも政府の軍隊は当てにならず、絶えず土匪に脅かされるよりはと、地租に応じて金銭を土匪に収めて略奪を免れる所も少なくなかった。中には土匪が官憲になりすまして課税したり、一箇所に居を構えて通行税をとるものもあった。土匪の諜報は発達しており、官軍の動向を詳細に把握していた。土匪が夜営する際は村に通知して、何軒かの家を空けてさせて投宿する。略奪はせず、女性は最初から他所に移して遠ざけ、品物には普通以上の代価を支払うなどした。これは強姦・略奪を働く政府軍とはおよそ対照的で、政府軍は「その行動土匪に劣る」と陰口を叩かれた。

## ヨーロッパの匪賊
ヨーロッパで社会的匪賊として英雄視されてきた人々にオスマン帝国の支配に屈することなくギリシャ人の精神を守り続けたと伝えられるクレフテスがある。実際のクレフテスは山岳部を拠点に活動したゲリラ集団で、セルビアでは「ハイドゥク」、ブルガリアではハイドゥティと称された。
クレフテスはイスラム教徒の支配者やキリスト教徒の名望家とも通じ独自に徴税権を行使した。

## 匪賊に関する研究
東亜同文書院を卒業して満洲の建国大学教授となった中山優（1894 - 1973）は、「匪賊」の種類として、土賊・寇賊の類、兵匪、共匪などを挙げている。満洲の馬賊もその一種であるという。明治時代に中国大陸に進出した大日本帝国にとって、これら武装集団との接触は不可避なものとなった。1930年代以降、満洲事変・満洲国建国・日中戦争を経て中国の占領・支配政策を進める中では、鎮圧・討伐の対象となった。日本による支配に抵抗する抗日組織も、日本側から「匪賊」のカテゴリーに含まれることになった。「匪賊」の記録・研究が行われたのはこうした状況・関心によるものである。
イギリスの社会史家エリック・ホブズボームは1959年の著作『反乱の原初形態』から匪賊研究を展開し、地球上のすべての地域に見いだされる匪賊現象に学問的な光を当て、複数の分野の研究者から注目を集めた。ホブズボームは、抑圧的で富の分配が不均衡な地域において、世人（主に農民階級を指す）から単なる犯罪者とは見なされなず、世人の精神を体現する賊を「社会派匪賊」と名付けた。
ホブズボームは社会派匪賊は個としては特異な状況から発生した生き延びるために自助努力する人々の営みであり、政治的な革命分子にはなり得ないと論じたが、アントン・ブロクは、匪賊に加わる人々は本質的に野心的かつ保守的であり、既存の政治勢力と結びつくと農民階級を抑圧する側に回る。匪賊の頭目たちにとって匪賊活動は階級上昇の抜け道だったと論じた。